# Tuzlamassakern
Tuzlamassakern var en massaker på civila som förövades av Republika Srpskas armé i Tuzla i Bosnien och Hercegovina den 25 maj 1995, då 71 personer dödades och 240 skadades vid en granatattack. Den 12 juni 2009 förklarades den tidigare generalen Novak Đukić skyldig, och dömdes till 25 års fängelse. 

### Fotnoter
1. ↑  ”Bosnian Serb jailed for massacre” (på engelska). BBC. 12 juni 2009. http://news.bbc.co.uk/2/hi/europe/8097918.stm. Läst 28 maj 2015.
2. ↑  ”Novak Đukić sentenced to 25 years of long-term imprisonment” (på engelska). Court of Bosnia and Herzegovina. 12 juni 2009. http://www.sudbih.gov.ba/?id=1281&jezik=e. Läst 28 maj 2015.